# Шеффау-ам-Вильден-Кайзер
Шеффау-ам-Вильден-Кайзер (нем. Scheffau am Wilden Kaiser) — коммуна в Австрии, в федеральной земле Тироль.
Входит в состав округа Куфштайн. Площадь коммуны составляет 31,45 км², население — 1504 человека (1 января 2021), плотность населения — 47 чел./км². Официальный код — 70524.

## Население
| Год  | Численность |
| ---- | ----------- |
| 1869 | 621         |
| 1889 | 640         |
| 1890 | 648         |
| 1900 | 643         |
| 1910 | 644         |
| 1923 | 623         |
| 1934 | 619         |
| 1939 | 628         |
| 1951 | 715         |
| 1961 | 787         |
| 1971 | 869         |
| 1981 | 1014        |
| 1991 | 1075        |
| 2001 | 1208        |
| 2011 | 1311        |
| 2021 | 1504        |

## Политическая ситуация
Бургомистр коммуны — Руперт Зодер по результатам выборов 2004 года.
Совет представителей коммуны (нем. Gemeinderat) состоит из 13 мест.